# Pilea citriodora
Pilea citriodora är en nässelväxtart som beskrevs av Hugh Algernon Weddell. Pilea citriodora ingår i släktet pileor, och familjen nässelväxter. Inga underarter finns listade i Catalogue of Life.